# Institución Atlética Sud América
L'Institución Atlética Sud América, meglio conosciuta come Sud América, è una società calcistica uruguaiana di Montevideo. Milita nella terza divisione uruguaiana.
Ha vinto la Seconda Divisione uruguaiana in 6 occasioni ed è il record nazionale in coabitazione col CA River Plate.

## Palmarès

### Competizioni nazionali
- Segunda División Profesional de Uruguay: 7

1951, 1954, 1957, 1963, 1975, 1994, 2012-2013
- Divisional Intermedia de Fútbol de Uruguay: 1

2016

### Altri piazzamenti
- Campionato uruguaiano:

Terzo posto: Clausura 2016
- Segunda División Profesional de Uruguay:

Secondo posto: 1990

## Rosa 2016-2017
| N. |                      | Ruolo | Calciatore              |
| -- | -------------------- | ----- | ----------------------- |
| 1  | Venezuela (bandiera) | P     | Alain Baroja            |
| 2  | Uruguay (bandiera)   | D     | Santiago Carrera        |
| 3  | Uruguay (bandiera)   | D     | Edgar Leonardo Martínez |
| 5  | Uruguay (bandiera)   | C     | Cristhian Britos        |
| 7  | Uruguay (bandiera)   | A     | Federico Millacet       |
| 8  | Uruguay (bandiera)   | C     | Jonathan Barboza        |
| 10 | Uruguay (bandiera)   | C     | Federico Gallego        |
| 12 | Uruguay (bandiera)   | P     | Jorge Fleitas           |
| 15 | Uruguay (bandiera)   | D     | Julián Perujo           |

| N. |                    | Ruolo | Calciatore        |
| -- | ------------------ | ----- | ----------------- |
| 18 | Uruguay (bandiera) | C     | Fabián Yantorno   |
| 19 | Uruguay (bandiera) | C     | Christian Paiva   |
| 21 | Uruguay (bandiera) | A     | Gonzalo Vega      |
| 22 | Uruguay (bandiera) | A     | Maximiliano Russo |
| 23 | Uruguay (bandiera) | D     | Gastón Díaz       |
| 24 | Uruguay (bandiera) | D     | Gonzalo Godoy     |
| 25 | Uruguay (bandiera) | C     | Diego López       |
|    | Uruguay (bandiera) | P     | Washington Ortega |
|    | Uruguay (bandiera) | C     | Matias Arismendi  |